# 聖布里奇特鎮區 (堪薩斯州馬歇爾縣)
聖布里奇特鎮區（英語：St. Bridget Township）為美國堪薩斯州馬歇爾縣轄下的鎮區。2010年美国人口普查中此鎮區人口有173人。

## 地理
聖布里奇特鎮區涵蓋總面積為91.9平方（35.47平方英里），其中陸地面積為91.8平方（35.44平方英里），水域面積為0.078平方（0.03平方英里）或0.08%。海拔高度417（1,368英尺）。

## 人口統計
根據2010年美國人口普查，聖布里奇特鎮區人口有173人，其中男性有92人，女性有81人，人口密度為每平方公里1.88人，住房計95戶。鎮區內的白人有170人，非裔美國人有1人，美洲原住民有0人，亞裔美國人有0人，太平洋島裔美國人有0人，其他種族有0人，混血種族則有2人。此外鎮區內有2人為西班牙裔或拉丁裔美國人。此鎮區之年齡中位數為49.1歲，而男性年齡中位數為49.8歲，女性年齡中位數為46.5歲。

## 交通

### 主要公路
- 99號堪薩斯州州道